# Agata Marszałek-Wagner
Agata Marszałek-Wagner (ur. 2 lutego 1965) – polska siatkarka, reprezentantka Polski.

## Kariera sportowa
Była zawodniczką ŁKS Łódź, z którym wywalczyła mistrzostwo Polski w 1983, wicemistrzostwo Polski w 1986, brązowy medal mistrzostw Polski w 1985, 1987 i 1989. Była także mistrzynią Polski (1982, 1984) i wicemistrzynią Polski (1983) juniorek.
Była reprezentantką Polski juniorek i seniorek. W tej ostatniej reprezentacji wystąpiła 47 razy, w latach 1986–1990.
Jej mężem jest Grzegorz Wagner, siostrą Hanna Marszałek-Kolasa.